# Admeto, re di Tessaglia
Admeto, re di Tessaglia (título original en italiano; en español, Admeto, rey de Tesalia) es una ópera italiana en tres actos con música de Georg Friedrich Händel (HWV 22) y libreto en italiano de Nicola Francesco Haym y, quizás, de Pietro Antonio Rolli, versión modificada de uno anterior de Aurelio Aureli, L'Antigona delusa da Alceste, basado, a su vez en la Alcestis de Eurípides.
Acabada su composición el 10 de noviembre de 1726, fue estrenada en el King's Theater de Haymarket, en Londres, el 31 de enero de 1727, con las famosas sopranos Faustina Bordoni y Francesca Cuzzoni y el castrato Francesco Bernardi (Senesino). La rivalidad entre las dos sopranos estalló durante la última representación de la temporada, en la que se enfrentaron en público y delante del rey.
Esta ópera rara vez se representa. En las estadísticas de Operabase aparece con sólo seis representaciones en el período 2005-2010.

## Reparto del estreno

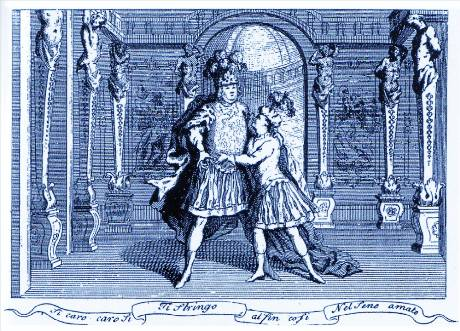
Admeto y Alcestis (Senesino y Faustina Bordoni) en una representación de 1727 en Londres; parte de la letra del aria (la n.º 38 y la última de Alcestis) figura al pie de sus caricaturas: «Sì caro, caro sì, Ti stringo al fin così nel sen amato».

| Personaje              | Tipo de voz   | Intérprete                      |
| ---------------------- | ------------- | ------------------------------- |
| Alceste (Alcestis)     | soprano       | Faustina Bordoni                |
| Antigona (Antígona)    | soprano       | Francesca Cuzzoni               |
| Admeto                 | alto castrato | Francesco Bernardi ("Senesino") |
| Ercole (Hércules)      | bajo          | Giuseppe Maria Boschi           |
| Trasimede (Trasimedes) | alto castrato | Antonio Baldi                   |
| Orindo                 | contralto     | Anna Vincenza Dotti             |
| Meraspe                | bajo          | Giovanni Battista Palmerini     |
| Apollo (Apolo)         | bajo          |                                 |
| una Voz                | barítono      |                                 |

## Discografía
| Año  | Director      | Orquesta                    | Cantantes                                   | Discográfica   | Notas             |
| ---- | ------------- | --------------------------- | ------------------------------------------- | -------------- | ----------------- |
| 1968 | Anthony Lewis | The Baroque Opera Orchestra | Janet Baker Maureen Lehane Sheila Armstrong | Ponto          | cantada en inglés |
| 1998 | Alan Curtis   | Il Complesso Barocco        | René Jacobs Rachel Yakar James Bowman       | Virgin Veritas | grabación de 1978 |